# John de Vescy († 1295)
John de Vescy (* nach 1265; † 27. April 1295 in Conwy) war ein englischer Ritter und Beamter. Er war der letzte männliche Angehörige der anglonormannischen Adelsfamilie Vescy.

## Leben
John war der einzige Sohn von William de Vescy, einem Ritter im Dienst des Königs, und von Isabel of Periton, der Witwe von Robert of Welles († 1265) und zweite Tochter von Adam of Periton. Seine Mutter wurde Miterbin der Güter seines Großvaters in Northumberland. Sein Vater erbte 1289 die Güter seines Bruders John de Vescy und wurde im folgenden Jahr königlicher Justiciar of Ireland. Daraufhin musste er sein Amt als Richter der königlichen Forste nördlich des Trent niederlegen, dass König Eduard I. sofort an John weitergab. Von 1291 bis 1292 vertrat John ohne großen Nachdruck den Anspruch seines Vaters auf den schottischen Thron. Er starb während der Niederschlagung eines walisischen Aufstands in Nordwales und wurde in Malton Priory in Yorkshire beigesetzt.
Am 16. Juli 1290 hatte John in Westminster Clemence d’Avaugour († 1343), eine Tochter von Marie de Beaumont und Henry d’Avaugour († 1301) geheiratet. Sie war eine Verwandte der englischen Königin Eleonore. Die Ehe war kinderlos geblieben. Seine Witwe erhielt als Wittum Stapleton in Lincolnshire, lebte aber nach 1307 zumeist in Frankreich. Da John der einzige eheliche Sohn von William de Vescy war, versuchte dieser, nach Johns Tod einen Teil seiner Güter an Johns unehelichen Halbbruder William de Vescy zu vererben.